# Eugenia María Solís Umaña
Eugenia María Solís Umaña (13 de junio de 1953) es una arquitecta costarricense que ha dedicado su vida a la justicia social, la arquitectura en equilibrio con el clima y el bienestar y la equidad de género. Fue la primera mujer en presidir el Colegio de Arquitectos de Costa Rica (1986), cofundadora del Laboratorio de Arquitectura Tropical (LAT) de la Universidad de Costa Rica y docente por más de 40 años, convirtiendo la arquitectura en una herramienta de cambio social y ambiental. Su obra, liderazgo y enseñanza, han convertido la arquitectura en una herramienta de cambio social y ambiental, marcando una pauta para las generaciones futuras.

## Biografía
Eugenia Solís Umaña creció en una Costa Rica donde los roles tradicionales asignados a las mujeres eran poco cuestionados, a pesar de que representaban la mitad de la población total del país. Formada en el sistema de educación pública, mostró desde temprana edad una inclinación por las causas sociales, influenciada por su madre, una educadora rural, y su padre, constructor y militante. En 1970, participó en las protestas contra ALCOA (Aluminium Company of America), marcando el inicio de una vida dedicada al activismo.
En 1971 ingresó a la recién fundada Escuela de Arquitectura de la Universidad de Costa Rica (UCR), enfrentando los retos académicos de la carrera y una cultura misógina profundamente arraigada en la sociedad de la época. En 1979 concluyó sus estudios con una tesis que aborda la migración nicaragüense en el distrito de Alajuelita, reflejando su sensibilidad hacia las problemáticas sociales. Ese mismo año, se convirtió en la quinta mujer en graduarse de la Escuela de Arquitectura, en un contexto donde la participación femenina en la profesión era aun extremadamente limitada. 

## Trayectoria
Entre 1913 y 1990, solo 94 mujeres estaban inscritas en el Colegio de Arquitectos y Arquitectas de Costa Rica (CACR), lo que hacía inusual la presencia activa de mujeres en los espacios políticos y de liderazgo. Sin embargo, en 1986, Eugenia Solís rompió estos esquemas y se convirtió en la primera mujer en presidir el Colegio de Arquitectos de Costa Rica - CACR, destacando por su enfoque progresista e inclusivo, integrando a estudiantes y fomentando la colaboración profesional.
En 1982, la arquitecta inició su labor docente en la Universidad de Costa Rica (UCR), un compromiso que mantuvo con dedicación durante cuatro décadas. En 1989, nació su hija, quien refleja fielmente los valores inculcados por su madre al trabajar como Coordinadora de Relaciones Internacionales en el Centro de Ecología e Hidrología del Reino Unido, movilizando conocimiento para informar la toma de decisiones en América Latina.
Durante los años 90, Eugenia Solís residió en Nicaragua, enfrentando un periodo de retos personales y un panorama laboral limitado al regresar a Costa Rica. Sin embargo, fortaleció su compromiso con una arquitectura que integra la adaptación al clima tropical y el uso innovador de materiales. Entre sus obras destacan la remodelación de la Embajada de Chile (2005), los apartamentos Silama Verde (2003-2004) y la Casa Flores (2011), ejemplo de su capacidad de diseñar espacios ambientalmente confortables y estéticamente agradables.

## Laboratorio de Arquitectura Tropical
En 2003, la arquitecta redescubrió su vocación al matricularse en la Maestría en Arquitectura Tropical de la UCR, donde profundizó en los principios del bioclimatismo, transformando tanto su práctica como su enfoque educativo. En 2006, asumió la coordinación del Taller de Diseño V y VI en la Escuela de Arquitectura de la UCR, renovando metodologías educativas y promoviendo un enfoque más humano, centrado en el desarrollo integral del estudiantado. 
Dos años después, en 2009, asumió la coordinación del Taller de Diseño IX-X con énfasis en arquitectura del trópico y un año más tarde cofundó el Laboratorio de Arquitectura Tropical (LAT), consolidándose como referente en confort ambiental en el trópico. Desde el LAT, impulsó trabajos finales de graduación enfocados en materiales sostenibles, arquitectura tradicional, confort interno y estrategias para mitigar el cambio climático. Además, colaboró con el Ministerio de Educación Pública en la evaluación de la calidad ambiental en escuelas de todo el país, reafirmando su compromiso con la arquitectura como herramienta de transformación social y ambiental.

## Labor institucional
En el ámbito institucional, su labor en la Junta Directiva del Instituto Nacional de Vivienda y Urbanismo (INVU) (2014-2022) fue fundamental para incorporar variables ambientales y climáticas en proyectos de vivienda y planificación territorial. También ha sido nominada en reconocimiento a su destacada trayectoria al Premio Nacional de Arquitectura José María Barrantes en dos ocasiones (2022-2024).

## Agente de cambio con perspectiva de género
Eugenia  María Solís ha sido una defensora incansable de la equidad de género en la arquitectura, destacándose como una de las pocas mujeres profesoras en su época en la Escuela de Arquitectura de la Universidad de Costa Rica. Su participación abrió camino para que, en la actualidad, más mujeres formen parte de la disciplina. 
Con un trato amable y capacidad para liderar, inspiró a estudiantes y colegas, promoviendo la justicia social y el rol de las mujeres en el campo. Hoy, como miembro activa del Colectivo Mujeres por Costa Rica, Eugenia continúa luchando por una sociedad más justa y equitativa.

## Principales obras
- Remodelación de la Embajada de Chile (2005)
- Apartamentos Silama Verde (2003-2004)
- Casa Flores (2011)

## Premios y Reconocimientos
- Nominada al Premio Nacional de Arquitectura José María Barrantes (2022)
- Nominada al  Premio Nacional de Arquitectura José María Barrantes (2024)
- Su obra integró la muestra Rompamos el algoritmo, por el Comité de Equidad y Género  en la Universidad de Costa Rica (2024)[3]